# Phaenopsectra ellipsoidalis
Phaenopsectra ellipsoidalis är en tvåvingeart som först beskrevs av Jean-Jacques Kieffer 1911.  Phaenopsectra ellipsoidalis ingår i släktet Phaenopsectra och familjen fjädermyggor.
Artens utbredningsområde är Tyskland. Inga underarter finns listade i Catalogue of Life.